# Telmatactis
Telmatactis is een geslacht van zeeanemonen uit de klasse van de Anthozoa (bloemdieren).

## Soorten
- Telmatactis allantoides (Bourne, 1918)
- Telmatactis ambonensis (Kwietniewski, 1898)
- Telmatactis australiensis Carlgren, 1950
- Telmatactis carlgreni Doumenc, England & Chintiroglou, 1987
- Telmatactis castanea (Bourne, 1918)
- Telmatactis clavata (Stimpson, 1856)
- Telmatactis cricoides (Duchassaing, 1850)
- Telmatactis cylicodes (Bourne, 1918)
- Telmatactis decora (Hemprich & Ehrenberg in Ehrenberg, 1834)
- Telmatactis devisi (Haddon & Shackleton, 1893)
- Telmatactis forskalii (Hemprich & Ehrenberg in Ehrenberg, 1834)
- Telmatactis humilis (Verrill, 1928)
- Telmatactis inequalis (Verrill, 1868)
- Telmatactis insignis Carlgren, 1950
- Telmatactis limnicola (Andrès, 1881)
- Telmatactis natalensis Carlgren, 1938
- Telmatactis panamensis (Verrill, 1869)
- Telmatactis phassonesiotes (Bourne, 1918)
- Telmatactis roseni (Watzl, 1922)
- Telmatactis rufa (Verrill, 1900)
- Telmatactis sipunculoides (Haddon & Shackleton, 1893)
- Telmatactis solidago (Duchassaing & Michelotti, 1864)
- Telmatactis sollasi (Haddon, 1898)
- Telmatactis stephensoni Carlgren, 1950
- Telmatactis ternatana (Kwietniewski, 1896)
- Telmatactis vermiformis (Haddon, 1898)
- Telmatactis vernonia (Duchassaing & Michelotti, 1864)
- Telmatactis vestita (Johnson, 1861)